# Moritz Jakob Freiherr Daublebsky von Sterneck
Moritz Jakob Daublebský (také Daudlebský, Doudlebský) ze Sternecku (25. listopadu 1871 Innsbruck – 2. března 1917) pocházel z rodu Daudlebských ze Sternecku.

## Rodina
Jeho otec byl Mořic Daublebský ze Sternecku, matka byla Anna Amtmannová. Měl dvě sestry Marii Daublebskou a Annu Daublebskou. Moritz Jakob D. se oženil s Marií Amélií Františkou Stefanie Salvadori z Whiesenhofu (1872–1962). S manželkou měl následující děti: Amelii, Marii Štefanii, Annu Františku a Mořice.

## Život
Po dokončení studia na vídeňské univerzitě vstoupil do státních služeb. Sekretářem zemské vlády v Opavě se stal v roce 1902. Roku 1911 byl jmenován okresním hejtmanem a později získal stejnou funkci ve Vyškově. V roce 1917 náhle zemřel.